# John Sheffield, I duca di Buckingham e Normanby
John Sheffield, I duca di Buckingham e Normanby (Londra, 8 settembre 1647 – Londra, 24 febbraio 1721), è stato un nobile, politico e scrittore britannico.

## Biografia
John Sheffield era l'unico figlio di Edmund Sheffield, II conte di Mulgrave, e succedette al genitore come III conte e V barone Sheffield alla morte di questi nel 1658.
All'età di 18 anni entrò in marina e prestò servizio durante la seconda guerra anglo-olandese; alla ripresa delle ostilità nel 1672 presenziò alla battaglia di Sole Bay, e l'anno successivo ricevette il comando di una nave. Divenne inoltre colonnello di fanteria e prestò servizio per qualche tempo sotto il maresciallo Turenne. Decorato dell'Ordine della Giarrettiera nel 1674, nel 1680 venne incaricato di una spedizione di salvataggio della guarnigione di Tangeri che si trovava sotto assedio di Moulay Ismail ibn Sharif. Si dice che le invidie politiche accumulate in patria gli fornirono una nave marcia nella chiglia affinché non facesse più ritorno. A corte si schierò col duca di York e lo aiutò durante la disgrazia che colpì James Scott, I duca di Monmouth.
Nel 1682 venne allontanato dalla corte apparentemente per aver tentato di corteggiare la principessa Anna (all'epoca diciassettenne, mentre Sheffield ne aveva 35), ma con l'ascesa di re Giacomo II venne richiamato e ricevette un seggio nel Consiglio Privato e venne creato Lord Ciambellano. Sposò inoltre Catherine, figlia dell'amante del re, Catherine Sedley. Continuò a supportare re Giacomo malgrado le sue misure impopolari e protesse anche l'ambasciatore spagnolo durante le rivolte che scoppiarono nella capitale inglese. Appoggiò ad ogni modo la "Gloriosa Rivoluzione", e nel 1694 venne creato marchese di Normanby. Nel 1696 rifiutò assieme ad altri politici del partito tory di firmare il proprio supporto a Guglielmo III e venne pertanto allontanato dal Consiglio Privato. All'ascesa della regina Anna, del quale fu uno dei favoriti, venne nominato Lord Privy Seal e Lord luogotenente del North Riding dello Yorkshire, sino a venire creato duca di Buckingham e Normanby nel 1703.
Durante il governo dei Whigs tra il 1705 ed il 1710, il duca di Buckingham venne privato del suo incarico di Lord Privy Seal, ma nel 1710 venne creato invece Lord Steward e nel 1711 Lord Presidente del Consiglio. Dopo la morte della regina Anna non venne rinominato. Morì il 24 febbraio 1721 nella sua casa a St. James's Park, sul sito ove sorge l'attuale Buckingham Palace. Buckingham venne succeduto da suo figlio, Edmund (1716–1735), col quale i titoli di famiglia si estinsero.

## Matrimoni e figli
Il 18 marzo 1685, nella cappella di Littlecote House, a Ramsbury, nel Wiltshire, Buckingham sposò in prime nozze Ursula Stawell, figlia di George Stawell e di sua moglie, Ursula Austen. Questa morì il 13 agosto 1697.
Si sposò in seconde nozze con Catherine Greville, figlia di Fulke Greville, V barone Brooke e di sua moglie, Sarah Dashwood, il 12 marzo 1698, a St Clement Danes, presso Westminster. Anch'ella morì giovane, il 7 febbraio 1703.
Buckingham si sposò in terze nozze con lady Catherine Darnley (1680 – 13 marzo 1743), figlia illegittima di Giacomo II d'Inghilterra e della sua amante, Catherine Sedley, il 16 marzo 1705, nella chiesa di St Martin-in-the-Fields, Covent Garden, Londra. La coppia ebbe tre figli dei quali Edmund, l'ultimo dei tre, fu l'unico a sopravvivere. Come eredi del titolo ducale i figli portarono, uno dopo l'altro, il titolo di marchese di Normanby.
Nel 1706 circa, inoltre, il duca di Buckingham ebbe un figlio illegittimo, Charles, avuto da Frances Stewart, poi moglie di Oliver Lambart, figlio minore di Charles Lambart, III conte di Cavan. Alla morte del fratellastro, Charles ereditò i possedimenti di famiglia e fu il primo dei baronetti Sheffield. Fu Charles a vendere l'ex residenza londinese dei Duchi di Buckingham e Normanby alla famiglia reale britannica e questa è ora Buckingham Palace.

## Opere
Buckingham si distinse anche come scrittore di un An Account of the Revolution ("Resoconto della Rivoluzione") e di altri saggi, oltre a molte poesie, a  un saggio sulla poesia dal titolo Essay on Poetry nonché uno sulla satira (Essay on Satire). Quest'ultimo viene però spesso  attribuito a John Dryden, scrittore del quale Sheffield fu patrono, ma non vi è certezza sull'autore. Sheffield adattò il Giulio Cesare di Shakespeare in due spettacoli teatrali dal titolo rispettivamente Julius Caesar e Marcus Brutus. Collaborò con Alexander Pope alla stesura dei cori delle due opere.